# Elektrizitätswerke Schönau
Die Elektrizitätswerke Schönau (EWS) sind ein Energieversorgungsunternehmen mit Sitz in Schönau im Schwarzwald. Das Unternehmen ist nach der Nuklearkatastrophe von Tschernobyl 1986 aus einer Bürgerinitiative hervorgegangen. Die EWS betreiben mit ihren Tochterunternehmen Strom-, Gas- sowie Nahwärmenetze und errichten ökologische Energieerzeugungsanlagen. Seit der Liberalisierung des Strommarktes 1998 vertreiben die EWS in ganz Deutschland Ökostrom und seit 2010 auch Biogas. Das bürgereigene Unternehmen setzt sich dabei für den Atomausstieg, Klimaschutz und die Dezentralisierung und Demokratisierung der Energiewirtschaft ein. Der Strom der Elektrizitätswerke Schönau stammte zunächst aus neuen Wasserkraftanlagen und der Kraft-Wärme-Kopplung. Einen zunehmenden Anteil haben Windkraft- und Photovoltaikanlagen. Darüber hinaus dürfen die Anlagen über keine Kapitalbeteiligung von Atomkraftwerksbetreibern oder deren Tochterunternehmen verfügen. Dies wird jährlich von TÜV Nord geprüft und zertifiziert. Seit 2018 kooperieren die EWS mit dem Smart Green Startup Accelerator des Freiburger Gründungszentrums Grünhof und sind an mehreren Startups beteiligt.

## Geschichte

### Entstehung
Die Elektrizitätswerke Schönau (EWS) sind unter Beteiligung von Michael und Ursula Sladek aus einer Bürgerinitiative hervorgegangen, die nach der Reaktorkatastrophe von Tschernobyl vom 26. April 1986 selbst aktiv eine ökologische Energieversorgung realisieren wollte. Anfangs wurden Energiesparwettbewerbe und Informationsveranstaltungen vor Ort organisiert und eine Tschernobyl-Kinderhilfe aufgebaut. Die Mitglieder der Bürgerbewegung hielten Stromsparberatungen ab, veröffentlichten Energiespartipps, schrieben Stromsparwettbewerbe aus, reaktivierten kleine Wasserkraftanlagen und unterstützten Kraft-Wärme-Kopplungs-Projekte. Die Kabarettgruppe der Energie-Initiative Wattkiller ging in der Region auf Tournee. Die Schönauer Energieinitiativen (Eltern für atomfreie Zukunft, Netzkauf, Förderverein umweltfreundliche Stromerzeugung und Stromverteilung, Kraft-Wärme Schönau und Elektrizitätswerke Schönau) wurden in der Presse unter dem Namen Stromrebellen bekannt. 2008 erschien der Film Das Schönauer Gefühl, produziert vom Förderverein für umweltfreundliche Stromverteilung und Energieerzeugung Schönau im Schwarzwald e. V. (FuSS e. V.). Der Film beschäftigt sich mit der Geschichte der Schönauer Initiative und ist auch als DVD erhältlich.

### Übernahme des Stromnetzes
Da der damalige Strommonopolist Kraftübertragungswerke Rheinfelden (KWR, heute Energiedienst Holding) sich nicht an den ökologischen Ideen beteiligen wollte, beschlossen die Bürger, den auslaufenden Konzessionsvertrag der Stadt Schönau im Schwarzwald zu nutzen und selbst dem Gemeinderat ein Angebot vorzulegen. Als dieser ablehnte, wurde ein Bürgerentscheid (1991) zur Übernahme des Stromnetzes beantragt, den die Bürgerinitiative für sich gewinnen konnte. Ein 1996 von der Gegenseite eingereichtes Bürgerbegehren wurde mit Unterstützung von zahlreichen Bürgerinitiativen, Fachleuten und Prominenten abgewiesen. Der Kauf des Stromnetzes wurde durch das Engagement von 750 Privatpersonen und die bundesweite Spendenkampagne Ich bin ein Störfall realisiert. Am 1. Juli 1997 kam es zur Netzübernahme, die als Durchbruch betrachtet wurde.

### Anti-Atom-Kampagne
Im Zuge der Debatte um den Atomausstieg initiierten die Elektrizitätswerke Schönau im Juli 2009, unterstützt von zahlreichen Umweltverbänden und Bürgerinitiativen, die Aktion „Wrack ab!“. Anhand von „100 guten Gründen“ zeigt die Kampagne bis heute zahlreiche Argumente gegen die Atomkraft. Jeder Grund ist mit Quellenangaben sowie Verweisen auf Hintergrundinformationen versehen. In der „Schönauer Stromnacht“ im Juli 2015 lobte Georg Schramm das Ehepaar Sladek in einem Vortrag für seinen Einsatz.

### Gründung einer Genossenschaft
Alleiniger Eigentümer der Elektrizitätswerke Schönau war bis Ende 2009 die Netzkauf GbR mit 650 Gesellschaftern aus Schönau im Schwarzwald und dem Bundesgebiet, die am 30. November 1990 gegründet wurde, um das Stromnetz in Schönau im Schwarzwald zu erwerben. Ab 1. Juli 1997 war diese GbR offiziell Betreiber des Stromnetzes und hatte 1.700 Kunden. Inzwischen wurden weitere Gesellschaften in Form einer GmbH gegründet, die als Tochtergesellschaften fungieren.
Am 18. September 2009 wurde eine Genossenschaft namens Netzkauf EWS eG gegründet. Die Gesellschafteranteile der GbR wurden dabei in Genossenschaftsanteile überführt. Die Zahl der Genossenschaftsmitglieder lag im Dezember 2023 bei 13.130.
Im Juli 2016 wurde durch die Generalversammlung die Umfirmierung von Netzkauf EWS eG in EWS Elektrizitätswerke Schönau eG beschlossen. Die Genossenschaft ist Konzernmutter weiterer Firmen und an weiteren Unternehmen beteiligt.

## Struktur

### Genossenschaft und Tochterunternehmen
Die EWS Elektrizitätswerke Schönau eG sind als Bürgerinitiative gestartet und kämpfen seit 2009 als bürgereigene Genossenschaft für eine konsequent nachhaltige Energiezukunft. Mit ihren Tochterunternehmen und Beteiligungen decken die EWS verschiedene Leistungsbestandteile einer dezentralen und ökologischen Energieversorgung ab. Dazu zählen der Energievertrieb, Netzbetrieb und Energiedienstleistungen, aber auch der Bau von ökologischen Erzeugungsanlagen und Wärmenetzen.
Die EWS Netze GmbH betreibt das elektrische Ortsnetz der Stadt Schönau im Schwarzwald. Durch regulatorische Vorgaben erfolgt der Netzbetrieb inzwischen in einer eigenständigen Gesellschaft namens Elektrizitätswerke Schönau Netze GmbH, von der die Orte Schönau im Schwarzwald, Bamlach, Wembach, Schönenberg, Tunau, Fröhnd, Böllen, Wieden, Aitern, Utzenfeld versorgt werden. Dazu kommen außerdem der Betrieb der Gasnetze in Schönau und Wembach.
Die EWS Vertriebs GmbH ist ein Ökostromanbieter mit bundesweiten Dienstleistungen in den Bereichen Strom- und Gasvertrieb, Energiebeschaffung und Messstellenabrechnung.
Die EWS Energie GmbH plant, errichtet und betreibt Windenergie-, Solarstrom-, Holzenergie- und Kraft-Wärme-Kopplungsanlagen. Darüber hinaus werden energetische Sanierungskonzepte für Kommunen erarbeitet sowie eigene und fremde Wärmenetze errichtet und betrieben.
Die EWS Windpark Rohrenkopf GmbH hat zwischen Ende 2016 und Anfang 2017 insgesamt fünf Windenergieanlagen in Gersbach (Schopfheim) in Betrieb genommen. Die Anlagen wurden auf der Erhebung des Rohrenkopfes im Biosphärengebiet Schwarzwald errichtet.
Die EWS Windpark Thomasburg GmbH & Co. KG errichtet und betreibt im Landkreis Lüneburg drei Windenergieanlagen mit jeweils 5,5 MW Leistung und einer Nabenhöhe von 120 m.

### Beteiligungen
Neben den Tochterunternehmen ist die EWS eG an drei Unternehmen mit mehr als 20 % beteiligt.
| Unternehmen                          | Beteiligung |
| ------------------------------------ | ----------- |
| EE Infratec GmbH                     | 50 %        |
| Windpark Zeller Blauen GmbH & Co. KG | 50 %        |
| Bürgerwindpark Blauen GmbH & Co. KG  | 33 %        |
| Kraftwerk Köhlgartenwiese GmbH       | 30 %        |

Bei zahlreichen Genossenschaften und Bürgergesellschaften hält die EWS eG zudem Beteiligungen von unter 20 %. Dazu zählen Unternehmen wie die GLS Gemeinschaftsbank eG, die Volksbank Freiburg eG, die EnergieNetz Hamburg eG oder die BürgerEnergie Berlin eG. Im Bereich der Energieerzeugung ist die EWS Elektrizitätswerke Schönau eG an verschiedenen Windkraft- und Photovoltaikprojekten beteiligt. So zum Beispiel bei der Bürgerwind Enzlarer Berg UG & Co. KG, der Windkraft Betzenstein-Hüll UG & Co. KG oder der Windpark Donstorf GmbH & Co. KG.

## Strom- und Gasvertrieb
Zum Zeitpunkt der Liberalisierung des Energiemarktes 1999 begannen die EWS bundesweit Ökostrom anzubieten. Ihr damaliger Kundenstamm bestand aus den 1.700 Haushalten im eigenen Schönauer Netzgebiet. Die EWS vervielfachten ihren Kundenstamm von etwas mehr als 15.000 im August 2001 auf über 200.000 Ende Februar 2019. Seit dem Jahr 2010 bieten die EWS auch die Gasbelieferung an. Zunächst galt das Angebot nur für Kunden aus Bayern und Baden-Württemberg, seit 1. März 2015 auch bundesweit. 2023 belieferten die EWS insgesamt 209.115 Strom-, Gas- und Wärmekunden.

## Förderprogramm
In allen Ökostrom- und Ökogas-Tarifen der EWS Schönau ist ein Förderanteil, der sogenannte «Sonnencent» enthalten. Durch das Förderprogramm werden bürgereigene Kraftwerke unterstützt und innovative Energiewendeprojekte gefördert. Darüber hinaus zählen Bildungs- und Aufklärungsmaßnahmen sowie Natur- und Klimaschutz-Kampagnen zu den geförderten Projekten. Insgesamt betrug im Jahr 2023 die Fördersumme 2,3 Millionen €.

## Auszeichnungen
- 1994: Deutscher Energiepreis[18]
- 1996: Ökomanager des Jahres Sonderpreis an Michael Sladek, Sprecher der Schönauer Energie Initiativen[19]
- 1997: Förderpreis „Demokratie leben“[20]
- 1997: Henry Ford European Conservation Award[21]
- 1999: Nuclear Free Future Award[22]
- 2003, Eurosolar: Europäischer Solarpreis[23]
- 2004: Bundesverdienstkreuz am Bande für Ursula und Michael Sladek
- 2006: Preis der Arbeit[24]
- 2007: Deutscher Gründerpreis
- 2011: Goldman Environmental Prize in der Kategorie „Nachhaltige Entwicklung“ für die Region Europa an Ursula Sladek[25][26]
- 2013: Umweltpreis der Bundesstiftung Umwelt („Deutscher Umweltpreis“) an Ursula Sladek, Vorstand der Netzkauf EWS eG und Mitbegründerin der EWS[27]
- 2019: Charge Award in der Kategorie „Best Green Brand“[28]
- 2022: Ökologia-Preis für die Unternehmensphilosophie «Erneuerbare Energien in Bürgerhand»[29]

Von der Stiftung Warentest wurden die EWS Schönau im Februar 2012 als einer von vier Ökostromanbietern in Deutschland bezeichnet. Im Ökotest-Vergleich der Ökostromtarife belegte der EWS-Strom im Mai 2011 den 1. Rang. 2021 wurde der EWS-Ökostrom erneut durch das Verbrauchermagazin Ökotest mit dem Gesamturteil «Sehr gut» ausgezeichnet.

## Schönauer Stromrebellen
Seit 2001 vergeben die EWS zusammen mit den „Schönauer Energieinitiativen“ und der Stadt Schönau den Preis „Stromrebell:in des Jahres“ an Personen, die nach eigenen Worten „Visionen umsetzen und Widerstände überwinden“.
- 2024: Jakob Springfeld[34]
- 2023: Katja Diehl
- 2022: Vladimir Slivyak
- 2021: Roda Verheyen
- 2020: Kerstin Rudek
- 2019: Dirk Vansintjan
- 2018: Syril Eberhart
- 2017: Heffa Schücking
- 2016: Tina Ternus
- 2015: Jochen Stay
- 2014: Yauemon Satoh
- 2013: Luise Neumann-Cosel
- 2009: Uschi Miethke
- 2007: Irm Scheer-Pontenagel
- 2005: Josef Pesch
- 2004: Hartmut Grassl
- 2003: Hanna Lehmann
- 2002: Thomas Jorberg
- 2001: Alfred Ritter

## Energiewende-Magazin
Seit 2018 veröffentlichen die EWS dreimal im Jahr das Energiewende-Magazin. Inhaltliche Schwerpunkte des Magazins sind die Energiewende und die Folgen des Klimawandels. Das Magazin möchte keine typische „Unternehmenspostille“ sein, was unter anderem durch eine unabhängige externe Redaktion gewährleistet werden soll.

## Filme
- Die Geschichte der Schönauer Stromrebellen. Von der Bürgerinitiative gegen Atomenergie zum ersten bürgereigenen Stromversorger (Alternativtitel: Der Schwarzwaldcoup). Dokumentarfilm (Autor: Günter Myrell). ZDF 1995, 32 Minuten.
- Das Schönauer Gefühl. Die Geschichte der Stromrebellen aus dem Schwarzwald. Dokumentarfilm. 2008, 45 Minuten.
- We the Power. The Future of Energy is Community-Owned. Dokumentarfilm (Regie: David Garrett Byars). Patagonia Films 2021, 39 Minuten.